# Powieść o czasach ostatecznych
Powieść o czasach ostatecznych (ang. Left Behind) – cykl powieści (thrillerów religijno-politycznych) autorstwa Tima LaHaye’a i Jerry’ego B. Jenkinsa, ukazujących wizję Końca Świata (Pochwycenia Kościoła, umacniania się władzy Antychrysta, Armageddonu i przyjścia Jezusa Chrystusa), opartą na biblijnych proroctwach i Apokalipsie św. Jana. Główną oś fabularną cyklu stanowią działania członków Opozycji Ucisku podejmowane przeciw Globalnej Wspólnocie i jej przywódcy, którym jest Nicolae Carpathia (Antychryst). Na całym świecie sprzedano już ponad 60 milionów egzemplarzy.

## Części serii
Uwaga: Powieści zostały uszeregowane zgodnie z chronologią wydarzeń w nich ukazanych, zaś numeracja przedstawia kolejność publikacji. Na język polski przetłumaczono książki 1-12.
13. The Rising: Antichrist is Born: Before They Were Left Behind  (marzec 2005)
14. The Regime: Evil Advances: Before They Were Left Behind  (listopad 2005)
15. The Rapture: In the Twinkling of an Eye: Countdown to Earth's Last Days  (6 czerwca 2006)
1. Dzień zagłady (oryg. Left Behind: A Novel of the Earth's Last Days, październik 1995)
2. Diabelski traktat (oryg. Tribulation Force: The Continuing Drama of Those Left Behind, październik 1996)
3. Syn zatracenia (oryg. Nicolae: The Rise of Antichrist, październiku 1997)
4. Łowcy dusz (oryg. Soul Harvest: The World Takes Sides, sierpień 1998)
5. Anioł czeluści (oryg. Apollyon: The Destroyer Is Unleashed, luty 1999)
6. Zabójcy (oryg. Assassins: Assignment: Jerusalem, Target: Antichrist, sierpień 1999)
7. Opętanie (oryg. The Indwelling: The Beast Takes Possession, maj 2000)
8. Znak bestii (oryg. The Mark: The Beast Rules the World, listopad 2000)
9. Profanacja (oryg. Desecration: Antichrist Takes the Throne, październik 2001)
10. Ocaleni (oryg. The Remnant: On the Brink of Armageddon, lipiec 2002)
11. Armagedon (oryg. Armageddon: The Cosmic Battle of the Ages, kwiecień 2003)
12. Powrót Pana (oryg. Glorious Appearing: The End of Days, marzec 2004)
16. Kingdom Come: The Final Victory (kwiecień 2007)
Na podstawie cyklu powstały komiksy i seria powieści przeznaczonych dla nastolatków pt. Left Behind: The Kids (fabuła dotyczy tych samych wydarzeń, co w cyklu Powieść o czasach ostatecznych, jednak głównymi bohaterami są nastolatkowie). Kilka tytułów cyklu zostało zekranizowanych przez kanadyjskie studio filmowe Cloud Ten Pictures: Pozostawieni (oryg. Left Behind: The Movie), Koniec jest bliski (oryg. Left Behind II: Tribulation Force) i Spisani na straty (oryg. Left Behind: World at War).
Cykl uzupełniają dwie serie spin-offów: polityczna (autorka: Neesa Hart) i militarna (autor: Mel Odom).
6 listopada 2006 roku ukazała się gra komputerowa Left Behind: Eternal Forces.